# Google Keep
Google Keep este un serviciu de luare de note inclus ca parte a suitei Google Docs Editors gratuită bazată pe web oferită de Google. Serviciul include, de asemenea, Documente Google, Foi de calcul Google, Prezentări Google, Desene Google, Formulare Google și Site-uri Google. Google Keep este disponibil ca aplicație web și ca aplicație mobilă pentru Android și iOS. Aplicația oferă o varietate de instrumente pentru a lua note, inclusiv text, liste, imagini și audio. Textul din imagini poate fi extras folosind recunoașterea optică a caracterelor, iar înregistrările vocale pot fi transcrise. Interfața permite o vizualizare cu o singură coloană sau o vizualizare pe mai multe coloane. Notele pot fi codificate cu culori, iar etichetele pot fi aplicate pentru organizare. Actualizările ulterioare au adăugat funcționalități pentru fixarea notelor și pentru a colabora la note cu alți utilizatori Keep în timp real.
Google Keep a primit recenzii mixte. O recenzie imediat după lansare în 2013 a lăudat viteza sa, calitatea notelor vocale, sincronizarea și widget-ul care putea fi plasat pe ecranul de start Android. Recenziile din 2016 au criticat lipsa opțiunilor de formatare, incapacitatea de a anula modificările și o interfață care oferă doar două moduri de vizualizare în care niciunul nu a fost plăcut pentru gestionarea notelor lungi. Cu toate acestea, Google Keep a primit laude pentru funcții inclusiv accesul universal pe orice dispozitiv, integrarea nativă cu alte servicii Google și opțiunea de a transforma fotografiile în text prin recunoașterea optică a caracterelor.
Google a încheiat suportul pentru aplicația Chrome Google Keep în februarie 2021, deși Google Keep va continua să fie accesibil prin alte aplicații și direct în browserele web.

## Caracteristici
Google Keep permite utilizatorilor să creeze diferite tipuri de note, inclusiv text, liste, imagini și audio. Utilizatorii pot seta mementouri, care sunt integrate cu Google Now⁠(d), cu opțiuni pentru oră sau locație. Textul din imagini poate fi extras folosind tehnologia de recunoaștere optică a caracterelor. Înregistrările vocale create prin Keep sunt transcrise automat. Keep poate converti notele text în liste de verificare. Utilizatorii pot alege între o vizualizare cu o singură coloană și o vizualizare pe mai multe coloane. Notele pot fi codificate pe culori, cu opțiuni pentru alb, roșu, portocaliu, galben, verde, albastru verzui, albastru sau gri. Utilizatorii pot apăsa butonul „Copiere în document Google” care copiază automat tot textul într-un nou document Google. Utilizatorii pot crea note și liste prin voce. Notele pot fi clasificate folosind etichete, cu o listă de etichete în bara de navigare a aplicației.

### Actualizări
În noiembrie 2014, Google a introdus o funcție de cooperare a notelor în timp real între diferiți utilizatori Keep, precum și o funcție de căutare determinată de atribute, cum ar fi culoarea, starea de partajare sau tipul de conținut din notă. În octombrie 2016, Google a adăugat posibilitatea utilizatorilor de a fixa note. În februarie 2017, Google a integrat Google Keep cu Documente Google, oferind acces la note în timp ce utilizați Documente pe web. Asistentul Google putea menține anterior o listă de cumpărături în Google Keep. Această funcție a fost mutată pe Google Express⁠(d) în aprilie 2017, ceea ce a dus la o pierdere gravă a funcționalității. În iulie 2017, Google a actualizat Keep pe Android cu posibilitatea utilizatorilor de a anula și a reface modificările.

## Platforme
Google Keep a fost lansat pe 20 martie 2013 pentru sistemul de operare Android și pe web. Aplicația Android este compatibilă cu Android Wear⁠(d). Utilizatorii pot crea note noi folosind introducerea vocală, pot adăuga și bifa articole din liste și pot vizualiza mementouri.
O aplicație pentru sistemul de operare iOS a fost lansată pe 24 septembrie 2015.

## Recepție

### 2013
Într-o recenzie din mai 2013, Alan Henry de la Lifehacker a scris că interfața era „colorată și ușor de utilizat” și că culorile au servit de fapt un scop în organizare și contrast. Henry a lăudat viteza, calitatea notelor vocale, sincronizarea și widget-ul ecranului de pornire Android. El a criticat interfața web, precum și lipsa unei aplicații iOS.
Time a inclus Google Keep printre cele mai bune 50 de aplicații Android din 2013.

### 2016
Într-o recenzie din ianuarie 2016, JR Raphael de la Computerworld a scris că „Keep este incredibil de aproape de a fi un instrument ideal pentru mine pentru a colecta și gestiona toate notele mele personale și legate de muncă. Și, așa cum demonstrează faptul că îl folosesc în continuare, aspectele pozitive depășesc cele negativele pentru mine și o fac cea mai bună opțiune completă pentru nevoile mele”, lăudând ceea ce el numește „trăsăturile ucigașe” ale lui Keep, și anume simplicitatea, „accesul universal ușor”, și integrarea nativă cu alte servicii Google. Cu toate acestea, el a caracterizat lipsa opțiunilor de formatare ale lui Keep, incapacitatea de a anula sau anula modificările și lipsa funcției de căutare din note drept „slăbiciuni persistente”.
Într-o recenzie din iulie 2016, Jill Duffy de la PC Magazine a scris că interfața a fost cel mai bine descrisă drept „simplicitate” și a criticat-o pentru că oferă vizualizări de listă și grilă care nu fac găsirea de informații rapidă sau ușoară. Adăugând că „Majoritatea notițelor mele sunt rețete bazate pe text, care sunt destul de lungi”, Duffy a spus că vizualizarea listă a fost „chiar mai proastă” decât vizualizarea grilă, deoarece arăta doar „o notă o dată și este nota cea mai recent editată" Ea a scris că interfața web era lipsită de funcționalitatea prezentă în aplicații. Oferta aplicației mobile de a face o fotografie și de a rula recunoașterea optică a caracterelor pentru ca scanarea să fie transformată în text a fost descrisă ca o „stea strălucitoare”, cu comentariul „Este o caracteristică uimitoare și funcționează foarte bine”. Ea a criticat, de asemenea, lipsa opțiunilor de formatare și că opțiunile de partajare sunt „posibile, dar nu foarte rafinate”.